# Charmes, Côte-d'Or
Charmes là một xã ở tỉnh Côte-d'Or trong vùng Bourgogne-Franche-Comté, phía đông nước Pháp. Khu vực này có độ cao trung bình 220 mét trên mực nước biển.
Thị trấn này nằm giữa Mirebeau-sur-Bèze và Pontailler-sur-Saône, gần Bèze.

## Dân số
| Năm    | 1962 | 1968 | 1975 | 1982 | 1990 | 1999 | 2004 |
| ------ | ---- | ---- | ---- | ---- | ---- | ---- | ---- |
| Dân số | 73   | 85   | 70   | 89   | 108  | 108  | 119  |